# Hervey Allen

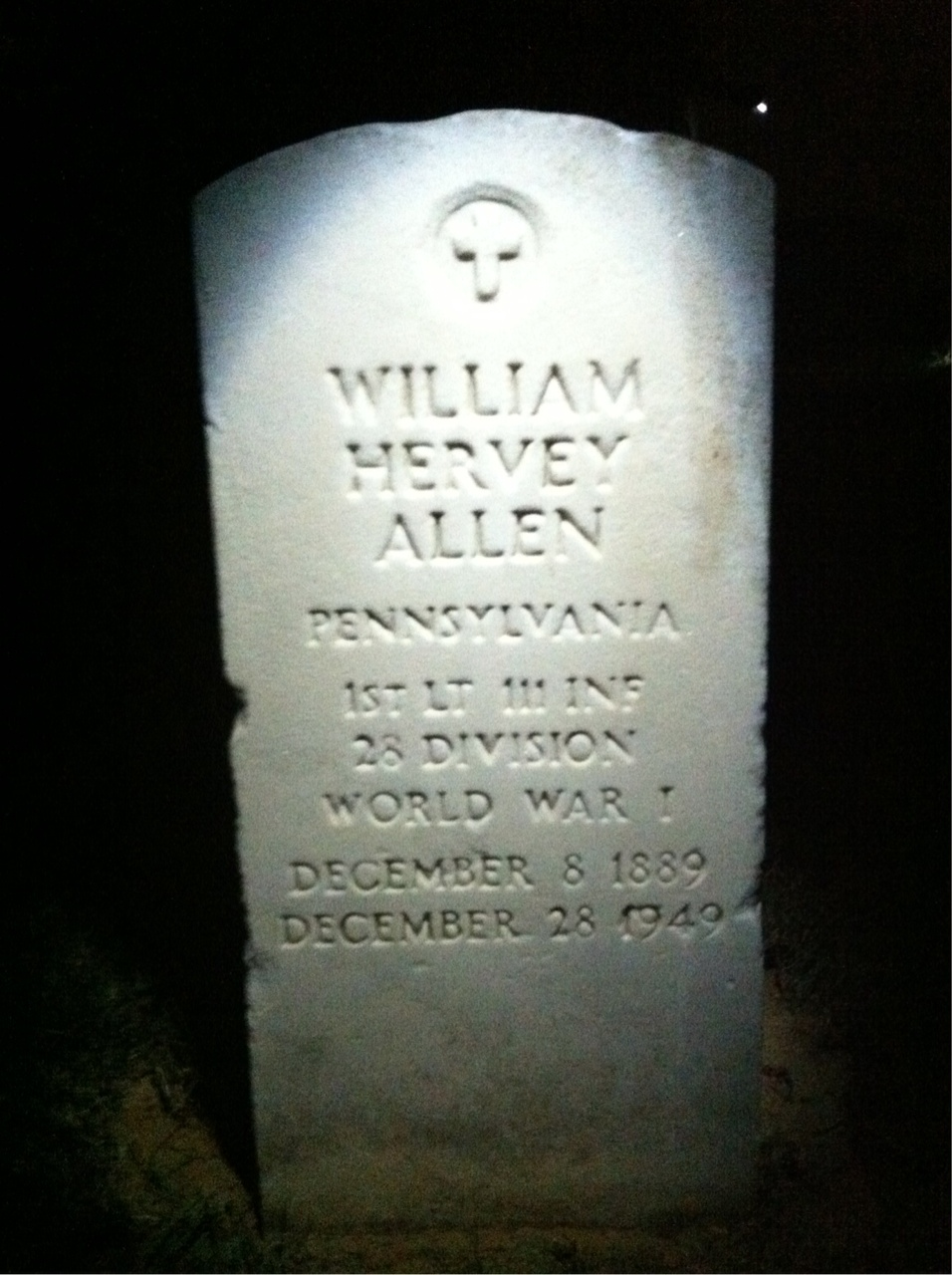
Tumba de William Hervey Allen, ubicado en Arlington en el Cementerio Militar de Arlington.

William Hervey Allen (8 de diciembre de 1889, Pittsburgh, Pennsylvania – 28 de diciembre de 1949, Coconut Grove, Florida) fue un novelista y biógrafo estadounidense.

## Biografía
Se graduó de la Universidad de Pittsburgh en 1915; allí era miembro de la fraternidad Sigma Chi.
Sirvió como teniente en el Ejército de los Estados Unidos durante la Primera Guerra Mundial, luchando en la ofensiva de Aisne-Marne en julio-agosto de 1918. En 1926 escribió el libro Toward the Flame, memoria de sus experiencias en la guerra.
Allen es conocido principalmente por su novela Anthony Adverse. También planeó una serie de novelas sobre la época colonial: The Disinherited (traducible por Los desheredados). Completó tres obras de la serie: The Forest and the Fort (1943), Bedford Village (1944) y Toward the Morning (1948). Las novelas cuentan la historia de Salathiel Albine, un hombre de la frontera que había sido secuestrado de niño por los indios shawnee en la década de 1750. Estas tres obras fueron reunidas y publicadas bajo el título de City in the Dawn.
En 1926 Allen escribió el libro Israfel: The Life and Times of Edgar Allan Poe, biografía del escritor estadounidense Edgar Allan Poe, del que también editó sus obras: The Works of Edgar Allan Poe in One Volume (1927). Estas obras sirvieron de base a Julio Cortázar para la biografía y las notas que acompañaron a sus traducciones de los cuentos y ensayos de Poe.
Durante un tiempo, Allen enseñó en la Porter Military Academy de Charleston, South Carolina. También enseñó inglés en la Charleston High School que en aquel momento, aunque pública, era sólo para chicos. Allí conoció y entabló amistad con DuBose Heyward. Más tarde fue profesor en la Vassar University, donde conoció a su esposa, Ann "Annette" Andrews. Tuvieron tres hijos: Marcia, Mary Ann y Richard.
En la década de 1940 fue coeditor de la Rivers of America Series con Carl Carmer. Allen era un buen amigo de Marjory Stoneman Douglas y promovieron el libro de ella The Everglades: River of Grass. Allen también conocía bien al poeta Robert Frost y a Ogden Nash.
En diciembre de 1949, murió en su casa, Hervey Allen Study, en Coconut Grove, Florida, de un infarto de miocardio mientras se duchaba; fue encontrado por su esposa Annette.